# Jung Hae-in

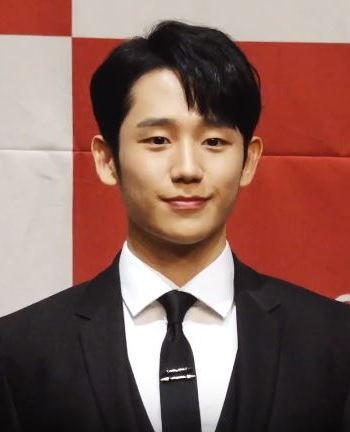
Jung Hae-in, 20. Mai 2019

Jung Hae-in (* 1. April 1988 in Seoul, Südkorea; Name auf Hangul: 정해인) ist ein südkoreanischer Schauspieler. Sein Debüt als Hauptdarsteller hatte er mit der Dramaserie „The Three Musketeers“ (2014). In der Dramaserie „While you were sleeping“ trat er an der Seite von Lee Jong-suk auf (2017). Bekanntheit erlangte er durch die Hauptrolle in der Dramaserie „Something in the rain“ (2018), die mittlerweile auch auf Netflix verfügbar ist. Für seine schauspielerische Leistung wurde Jung Hae-in vielfach ausgezeichnet. Er ist Botschafter für verschiedene Marken. Laut Forbes belegte er 2020 Platz 18 auf der Liste der einflussreichsten Persönlichkeiten Koreas.

## Filmografie

### Filme
| Jahr | Filmtitel                         | Filmtitel                      | Rolle               | Beschreibung | Quelle |
| Jahr | Englisch                          | Koreanisch                     | Rolle               | Beschreibung | Quelle |
| ---- | --------------------------------- | ------------------------------ | ------------------- | ------------ | ------ |
| 2014 | The Youth                         | 레디액션 청춘                  | Park Man-jae        | Hauptrolle   | [ 5 ]  |
| 2015 | Salut D’Amour                     | 장수상회                       | young Kim Sung-chil | Gastauftritt | [ 6 ]  |
| 2016 | The Moon of Seoul                 | 서울의 달                      | Ji Pyung            | Kurzfilm     | [ 7 ]  |
| 2017 | The King’s Case Note              | 임금님의 사건수첩              | Heuk-woon           | Nebenrolle   | [ 8 ]  |
| 2017 | Conspiracy: Act of Rebellion      | 역모: 반란의 시대              | Kim Ho              | Hauptrolle   | [ 9 ]  |
| 2018 | Heung-boo: The Revolutionist      | 흥부                           | King Heonjong       | Nebenrolle   | [ 10 ] |
| 2019 | Tune in for Love                  | 음악앨범                       | Cha Hyun-woo        | Hauptrolle   | [ 11 ] |
| 2019 | Start-Up                          | 시동                           | Woo Sang-pil        | Hauptrolle   | [ 12 ] |
| 2020 | P1H: The Beginning of a New World | 피원에이치: 새로운 세계의 시작 | Han                 | Gastauftritt | [ 13 ] |
| 2021 | Unframed                          | 언프레임드                     |                     | Kurzfilm     | [ 14 ] |

### Fernsehserien
| Jahr      | Titel                              | Titel                      | Sender    | Rolle          | Beschreibung      | Quelle |
| Jahr      | Englisch                           | Koreanisch                 | Sender    | Rolle          | Beschreibung      | Quelle |
| --------- | ---------------------------------- | -------------------------- | --------- | -------------- | ----------------- | ------ |
| 2014      | Bride of the Century               | 백년의 신부                | TV Chosun | Choi Kang-in   | Debüt, Nebenrolle | [ 15 ] |
| 2014      | The Three Musketeers               | 삼총사                     | tvN       | Ahn Min-seo    | Hauptrolle        | [ 16 ] |
| 2015      | Blood                              | 블러드                     | KBS2      | Joo Hyun-woo   | Nebenrolle        | [ 17 ] |
| 2015      | Reply 1988                         | 응답하라 1988              | tvN       | Bo-young       | Cameo-Auftritt    | [ 18 ] |
| 2016      | That is, how it is                 | 그래, 그런거야             | SBS       | Yoo Se-joon    | Nebenrolle        | [ 19 ] |
| 2016      | Guardian: The Lonely and Great God | 쓸쓸하고 찬란하神 – 도깨비 | tvN       | Choi Tae-hee   | Cameo-Auftritt    | [ 20 ] |
| 2016–2017 | Night Light                        | 불야성                     | MBC       | Tak            | Nebenrolle        | [ 21 ] |
| 2017      | While You Were Sleeping            | 당신이 잠든 사이에         | SBS       | Han Woo-tak    | Hauptrolle        | [ 22 ] |
| 2017–2018 | Prison Playbook                    | 슬기로운 감빵생활          | tvN       | Captain Yoo    | Nebenrolle        | [ 23 ] |
| 2018      | Something in the Rain              | 밥 잘 사주는 예쁜 누나     | JTBC      | Seo Joon-hee   | Hauptrolle        | [ 2 ]  |
| 2019      | One Spring Night                   | 봄밤                       | MBC       | Yoo Ji-ho      | Hauptrolle        | [ 24 ] |
| 2020      | A Piece of Your Mind               | 반의 반                    | tvN       | Moon Ha-won    | Hauptrolle        | [ 25 ] |
| 2021      | D.P.                               | D.P.                       | Netflix   | Ahn Jun-ho     | Hauptrolle        | [ 26 ] |
| 2021      | Snowdrop                           | 설강화                     | JTBC      | Im Soo-ho      | Hauptrolle        | [ 27 ] |
| 2022      | Connect                            | 커넥트                     | Disney+   | Ha Dong-soo    | Hauptrolle        | [ 28 ] |
| 2024      | Love Next Door                     | 엄마친구아들               | Netflix   | Choi Seung-hyo | Hauptrolle        |        |